# Liopasia simplicissimalis
Liopasia simplicissimalis là một loài bướm đêm trong họ Crambidae.